# República Popular China en los Juegos Paralímpicos de Atenas 2004
La República Popular China estuvo representada en los Juegos Paralímpicos de Atenas 2004 por un total de 198 deportistas, 108 hombres y 90 mujeres.

## Medallistas
El equipo paralímpico chino obtuvo las siguientes medallas:
| Nombre | Deporte                    | Evento                                  |
| --- | -------------------------- | --------------------------------------- |
| Oro |                            |                                         |
| Wang Fang | Atletismo                  | 100 m T36 femenino                      |
| Wang Fang | Atletismo                  | 200 m T36 femenino                      |
| Zheng Baozhu | Atletismo                  | Disco F42-46 femenino                   |
| Zheng Baozhu | Atletismo                  | Peso F42-46 femenino                    |
| Wu Chunmiao | Atletismo                  | 200 m T11 femenino                      |
| Xu Hongyan | Atletismo                  | Disco F13 femenino                      |
| Li Chunhua | Atletismo                  | Disco F37 femenino                      |
| Wang Ting | Atletismo                  | Disco F54/55 femenino                   |
| Zhang Haiyuan | Atletismo                  | Salto de longitud F42 femenino          |
| Guo Wei | Atletismo                  | Jabalina F35 masculino                  |
| Guo Wei | Atletismo                  | Peso F35 masculino                      |
| Guo Wei | Atletismo                  | Salto de longitud F36-38 masculino      |
| Sun Haitao | Atletismo                  | Disco F12 masculino                     |
| Sun Haitao | Atletismo                  | Peso F13 masculino                      |
| Li Duan | Atletismo                  | Salto de longitud F11 masculino         |
| Li Duan | Atletismo                  | Triple salto F11 masculino              |
| Chen Yang | Atletismo                  | 100 m T37 masculino                     |
| Yan Feng | Atletismo                  | Disco F35 masculino                     |
| Fan Liang | Atletismo                  | Disco F54 masculino                     |
| Chen Yonggang | Atletismo                  | Disco F58 masculino                     |
| Hou Bin | Atletismo                  | Salto de altura F42 masculino           |
| Wu Yancong | Atletismo                  | Salto de altura F44/46 masculino        |
| Duan Qifeng | Atletismo                  | Triple salto F12 masculino              |
| Ling Yong | Atletismo                  | Pentatlón P54-58 masculino              |
| Duan Qifeng Li Qiang Li Yansong Wu Xiang | Atletismo                  | 4 × 100 m T11-13 masculino              |
| Zhou Jufang | Ciclismo en pista          | 1 km contrarreloj LC1-4/CP 3/4 femenino |
| Zhang Lei Hu Daoliang Zhang Chong | Esgrima en silla de ruedas | Florete por equipos masculino           |
| Bian Jianxin | Levantamiento de potencia  | –48 kg femenino                         |
| Fu Taoying | Levantamiento de potencia  | –60 kg femenino                         |
| Li Ruifang | Levantamiento de potencia  | +82,5 kg femenino                       |
| Wang Jian | Levantamiento de potencia  | –56 kg masculino                        |
| Zhang Haidong | Levantamiento de potencia  | –75 kg masculino                        |
| Zhu Hongyan | Natación                   | 50 m libre S12 femenino                 |
| Zhu Hongyan | Natación                   | 100 m libre S12 femenino                |
| Zhu Hongyan | Natación                   | 100 m espalda S12 femenino              |
| Zhu Hongyan | Natación                   | 200 m estilos SM12 femenino             |
| Dong Qiming | Natación                   | 100 m espalda S11 femenino              |
| He Junquan | Natación                   | 50 m espalda S5 masculino               |
| He Junquan | Natación                   | 50 m mariposa S5 masculino              |
| He Junquan | Natación                   | 200 m estilos SM5 masculino             |
| Wang Xiaofu | Natación                   | 50 m libre S8 masculino                 |
| Wang Xiaofu | Natación                   | 100 m mriposa S8 masculino              |
| Wang Xiaofu | Natación                   | 200 m estilos SM8 masculino             |
| Yin Jianhua | Natación                   | 50 m libre S6 masculino                 |
| Yin Jianhua | Natación                   | 100 m libre S6 masculino                |
| Du Jianping | Natación                   | 50 m Backstroke S3 masculino            |
| Du Jianping | Natación                   | 150 m estilos SM3 masculino             |
| Xiong Xiaoming | Natación                   | 50 m libre S9 masculino                 |
| Li Peng | Natación                   | 50 m mariposa S6 masculino              |
| Tian Rong | Natación                   | 50 m mariposa S7 masculino              |
| Du Jianping He Junquan Tang Yuan Gong Baoren Li Peng Yin Jianhua                                                                                | Natación                   | 4 × 50 m libre (20 ptos.) masculino     |
| Ren Guixiang | Tenis de mesa              | Individual 5 femenino                   |
| Zhang Xiaoling | Tenis de mesa              | Individual 6-8 femenino                 |
| Liu Meili | Tenis de mesa              | Individual 9 femenino                   |
| Chen Weihong Gu Gai Ren Guixiang | Tenis de mesa              | Equipo 4-5 femenino                     |
| Lei Lina Li Yuqiang Liu Meili Zhang Xiaoling | Tenis de mesa              | Equipo 6-10 femenino                    |
| Zhang Yan | Tenis de mesa              | Individual 4 masculino                  |
| Ge Yang Lu Xiaolei | Tenis de mesa              | Equipo 10 masculino                     |
| Li Jianfei | Tiro                       | Pistola de aire SH1 masculino           |
| Wang Yanhong | Tiro con arco              | Individual de pie femenino              |
| Chen Yu Ping Gong Bin Li Liping Lu Hongqin Sheng Yuhong Tan Yanhua Xue Jun Yang Yan Ling Zhang Xufei Zhao Jin Qiu Zhong Haihong Zheng Xiongying | Voleibol sentado           | Torneo femenino                         |
| Xue Lan Mei | Yudo                       | +70 kg femenino                         |
| Wang Yun Feng | Yudo                       | –73 kg masculino                        |
| Plata |                            |                                         |
| Li Ling | Atletismo                  | Disco F56-58 femenino                   |
| Li Ling | Atletismo                  | Peso F56-58 femenino                    |
| Wu Chunmiao | Atletismo                  | 100 m T11 femenino                      |
| Wang Fang | Atletismo                  | 400 m T38 femenino                      |
| Bai Xuhong | Atletismo                  | Disco F35/36/38 femenino                |
| Xu Hongyan | Atletismo                  | Peso F12 femenino                       |
| Wang Juan | Atletismo                  | Salto de longitud F44/46 femenino       |
| Chen Yang | Atletismo                  | 200 m T37 masculino                     |
| Chen Yang | Atletismo                  | 400 m T37 masculino                     |
| Fu Xinhan | Atletismo                  | Disco F35 masculino                     |
| Fu Xinhan | Atletismo                  | Salto de longitud F36-38 masculino      |
| Zhou Wenjun | Atletismo                  | 100 m T38 masculino                     |
| Li Yansong | Atletismo                  | 400 m T12 masculino                     |
| Zheng Weihai | Atletismo                  | Disco F57 masculino                     |
| Zhou Boquan | Atletismo                  | Jabalina F13 masculino                  |
| Gao Mingjie | Atletismo                  | Jabalina F44/46 masculino               |
| Guo Weizhong | Atletismo                  | Salto de altura F42 masculino           |
| Mai Wenjie | Atletismo                  | Triple salto F46 masculino              |
| Che Mian Chen Yang Zhou Wenjun Lu Yi | Atletismo                  | 4 × 100 m T35-38 masculino              |
| Che Mian Chen Yang Zhou Wenjun Lu Yi | Atletismo                  | 4 × 400 m T35-38 masculino              |
| An Feng Zhen | Ciclismo en pista          | 1 km contrarreloj LC1-4/CP 3/4 femenino |
| Zhang Lei | Esgrima en silla de ruedas | Florete individual A masculino          |
| Zhang Li Ping | Levantamiento de potencia  | –67,5 kg femenino                       |
| Zhu Mingxia | Levantamiento de potencia  | –75 kg femenino                         |
| Wu Guojing | Levantamiento de potencia  | –52 kg masculino                        |
| Wu Maoshun | Levantamiento de potencia  | –67,5 kg masculino                      |
| Huang Min | Natación                   | 50 m mariposa S7 femenino               |
| Huang Min | Natación                   | 200 m estilos SM7 femenino              |
| Zhu Hongyan | Natación                   | 100 m mariposa S12 femenino             |
| Du Jianping | Natación                   | 50 m libre S3 masculino                 |
| Du Jianping | Natación                   | 100 m libre S3 masculino                |
| Du Jianping | Natación                   | 200 m libre S3 masculino                |
| Tang Yuan | Natación                   | 100 m espalda S6 masculino              |
| Tang Yuan | Natación                   | 100 m libre S6 masculino                |
| Tang Yuan | Natación                   | 400 m libre S6 masculino                |
| Gong Baoren | Natación                   | 100 m braza SB7 masculino               |
| Wang Renjie | Natación                   | 50 m libre S9 masculino                 |
| Xiong Xiaoming | Natación                   | 100 m libre S9 masculino                |
| Tian Rong | Natación                   | 400 m libre S7 masculino                |
| Pei Mang | Natación                   | 50 m mariposa S7 masculino              |
| Yang Yuanrun | Natación                   | 200 m estilos SM6 masculino             |
| Wang Xiaofu Li Keqiang Wang Renjie Xiong Xiaoming                                                                                               | Natación                   | 4 × 100 m estilos (34 ptos.) masculino  |
| Chen Weihong | Tenis de mesa              | Individual 5 femenino                   |
| Lei Lina | Tenis de mesa              | Individual 9 femenino                   |
| Lu Xiaolei | Tenis de mesa              | Individual 9 masculino                  |
| Men Run Ming | Yudo                       | –100 kg masculino                       |
| Bronce |                            |                                         |
| Chen Liping | Atletismo                  | Disco F54/55 femenino                   |
| Chen Liping | Atletismo                  | Jabalina F54/55 femenino                |
| Li Weichun | Atletismo                  | 100 m T35 masculino                     |
| Che Mian | Atletismo                  | 100 m T36 masculino                     |
| Zhou Wenjun | Atletismo                  | 200 m T38 masculino                     |
| Wu Faqi | Atletismo                  | 400 m T46 masculino                     |
| He Chengen | Atletismo                  | 1500 m T36 masculino                    |
| Ha Silao | Atletismo                  | Disco F44/46 masculino                  |
| Wang Daichen | Atletismo                  | Jabalina F44/46 masculino               |
| Zhang Yingbin | Atletismo                  | Jabalina F55-56 masculino               |
| Wang Qiuhong | Atletismo                  | Salto de altura F44/46 masculino        |
| Duan Qifeng | Atletismo                  | Salto de longitud F12 masculino         |
| Zhang Hongwei | Atletismo                  | Triple salto F46 masculino              |
| Tang Qi | Ciclismo en pista          | 1 km contrarreloj LC1-4/CP 3/4 femenino |
| Zhang Lei Hu Daoliang Zhang Chong | Esgrima en silla de ruedas | Espada por equipos masculino            |
| Xiao Cuijuan | Levantamiento de potencia  | –44 kg femenino                         |
| Yang Yan | Levantamiento de potencia  | –52 kg femenino                         |
| Huo Zhenling | Levantamiento de potencia  | –56 kg femenino                         |
| Yu Jian | Levantamiento de potencia  | –60 kg masculino                        |
| Wu Ya Dong | Levantamiento de potencia  | –90 kg masculino                        |
| Li Bing | Levantamiento de potencia  | –100 kg masculino                       |
| Huang Min | Natación                   | 100 m braza SB7 femenino                |
| Li Peng | Natación                   | 100 m braza SB7 masculino               |
| Li Keqiang | Natación                   | 100 m braza SB8 masculino               |
| Zeng Huabin | Natación                   | 50 m espalda S4 masculino               |
| Wu Bin | Natación                   | 50 m libre S12 masculino                |
| Yin Jianhua Wang Xiaofu Wang Renjie Xiong Xiaoming Yu Qimin                                                                                     | Natación                   | 4 × 100 m libre (34 ptos.) masculino    |
| Li Yuqiang | Tenis de mesa              | Individual 10 femenino                  |
| Ge Yang | Tenis de mesa              | Individual 10 masculino                 |
| Zhang Jie Zhang Yan | Tenis de mesa              | Equipo 4 masculino                      |
| Wang Qiu Lian | Yudo                       | –52 kg femenino                         |
| Xu Zhilin | Yudo                       | –66 kg masculino                        |